# Venezillo fillolae
Venezillo fillolae är en kräftdjursart som beskrevs av Rafael Rodríguez och José Antonio Barrientos 1993. Venezillo fillolae ingår i släktet Venezillo och familjen Armadillidae. Inga underarter finns listade i Catalogue of Life.